# کیش‌بسترتسه
کیش‌بسترتسه (به مجاری:  Kisbeszterce) یک شهرداری در مجارستان است که در ناحیه هدی‌هات واقع شده‌است. کیش‌بسترتسه ۷٫۴۷ کیلومتر مربع مساحت و ۱۰۴ نفر جمعیت دارد.